# كتير (مقاطعة كلاردشت)
كتير (بالفارسية: کتیر) هي قرية تقع في Kuhestan Rural District في إيران. يقدر عدد سكانها بـ 104 نسمة بحسب إحصاء 2016.